# Anapisona simoni
Espèce
Anapisona simoni est une espèce d'araignées aranéomorphes de la famille des Anapidae.

## Distribution
Cette espèce est endémique du Panama.

## Description
Le mâle holotype mesure 1,26 mm et la femelle paratype 1,50 mm.

## Publication originale
- Gertsch, 1941 : Report on some arachnids from Barro Colorado Island, Canal Zone. American Museum novitates, no 1146, p. 1-14 (texte intégral).